# Supersoldado
Un supersoldado es un concepto de soldado ficticio, a menudo capaz de operar más allá de los límites o habilidades humanas normales, ya sea mediante modificación genética o aumento cibernético.

## Descripción general
Los supersoldados son habituales en la literatura, el cine y los videojuegos de ciencia ficción. Los supersoldados ficticios suelen estar muy aumentados, ya sea a través de medios quirúrgicos, eugenesia, ingeniería genética, implantes cibernéticos, drogas, lavado de cerebro, eventos traumáticos, un régimen de entrenamiento extremo u otros medios científicos y pseudocientíficos. En ocasiones, algunos casos también utilizan métodos paranormales, como la magia negra o la tecnología y la ciencia de origen  extraterrestre. En el entretenimiento, los creadores de tales programas son vistos a menudo como científicos locos o personal militar severo dependiendo del énfasis, ya que sus programas normalmente traspasarían los límites éticos en la búsqueda de la ciencia o el poder militar.

## Soldado cyborg
Algunos supersoldados ficticios también pueden clasificarse como cyborgs u organismos cibernéticos debido a los aumentos que están destinados a mejorar las capacidades humanas o superar las restricciones físicas humanas.

## Ejército de EE. UU.
En el libro The Men Who Stare at Goats (2004), el periodista galés Jon Ronson documentó cómo las fuerzas armadas estadounidenses intentaron repetidamente y fracasaron en entrenar soldados en el uso de técnicas de combate paracientíficas durante la Guerra Fría, experimentando con tácticas de la Nueva Era y fenómenos psíquicos como visión remota, proyecciones astrales, "toque mortal" y lectura de la mente contra varios objetivos soviéticos. El libro inspiró también una comedia de guerra del mismo nombre (2009) dirigida por Grant Heslov, protagonizada por George Clooney.